# Wilhelm Paasche
Wilhelm Paasche (* 18. Februar 1913 in Stallupönen; † 4. März 1997 in Namibia) war ein deutscher Politiker. Er war unter anderem Funktionär in der Zeit des Nationalsozialismus, von 1945 bis 1946 Landrat des Kreises Stormarn und ab 1962 Oberkreisdirektor des Landkreises Lüchow-Dannenberg.

## Leben
Geboren in Stallupönen (heute Nesterow in Russland) als Sohn des gleichnamigen Landwirts Wilhelm Paasche und dessen Ehefrau Margarate Paasche, geborene Schulz, besuchte Paasche die Oberschule in Stallupönen und das Gymnasium in Vacha an der Werra, wo er auch das Abitur erwarb. Er studierte Rechts- und Wirtschaftswissenschaften (Verwaltungsrecht) in München und Königsberg, wo er 1942 die Große juristische Staatsprüfung ablegte. Er war von 1939 bis 1945 als Reserveoffizier der Artillerie am Zweiten Weltkrieg beteiligt.
Ab 1931 war Paasche in der nationalsozialistischen Jugendbewegung aktiv, zum 1. April 1933 trat er der NSDAP bei (Mitgliedsnummer 1.791.478). Er wurde 1936 Leiter des NS-Kreisschulungsamtes und 1938 Leiter der Organisationsstelle der Reichsstudentenführung. Nach dem Ende des Krieges wurde er im Mai 1945 kommissarischer Landrat des Kreises Stormarn. Am 16. Februar 1946 entließ ihn die britische Militärregierung, weil er seine NSDAP-Mitgliedschaft verschwiegen hatte.
Von 1946 bis 1952 war er Steuerberater in Ahrensburg.
Politisch weiter aktiv wurde Wilhelm Paasche von 1951 bis 1953 Kreistagsmitglied für den BHE. Seit 1947 Inhaber eines Steuerberatungsbüros wurde er zwischen 1954 und 1956 Regierungsrat in Braunschweig und Lüneburg, von 1953 bis 1956 Dezernent der Bezirksregierung Braunschweig und Lüneburg. Anschließend war er von 1956 bis 1962 als Referent im Niedersächsischen Ministerium für Ernährung, Landwirtschaft und Forsten tätig. Von 1962 bis 1978 war er Oberkreisdirektor des Landkreises Lüchow-Dannenberg. Im Jahr 1971 veröffentlichte er seine Abhandlung über Das Hannoversche Wendland.
Paasche war evangelisch, heiratete 1944 Dora Kehler und hatte drei Kinder (Klaus, Wilhelm und Wolfgang Paasche). Neben seiner Verwaltungstätigkeit war er vorwiegend in der Heimatpflege aktiv, bereiste Afrika, war als Sportflieger aktiv und Mitbegründer der Rotarier-Vereinigung in Lüchow (Wendland), wo er im Ortsteil Kolborn wohnte. Nach seiner Pensionierung hielt sich Paasche vorwiegend auf seiner Ranch in British Columbia in Kanada auf, wo auch sein Grab ist.